# Manchester United F.C.
Manchester United Football Club engleski je nogometni klub koji svoje domaće utakmice igra na stadionu Old Trafford u Manchesteru. Jedan je od najuspješnijih engleskih i europskih nogometnih klubova s 20 naslova prvaka, 13 naslova u engleskom kupu i tri naslova europskih prvaka. 
Klub je u svojoj povijesti imao dva izuzetno uspješna razdoblja, oba pod vodstvom škotskih trenera: 1950-ih i 1960-ih pod upravom Matta Busbyja te 1990-ih i 2000-ih pod Alexom Fergusonom. Prvo razdoblje uspjeha prekinuto je zrakoplovnom nesrećom 1958. godine u Münchenu u kojoj je poginulo 23 ljudi od toga 8 igrača i 3 klupska dužnosnika, dok su neki od igrača zbog ozljeda zauvijek završili karijeru. Ipak, klub se uspio oporaviti od te tragedije. Nakon Busbyjeva odlaska iz kluba 1969. uslijedilo je razdoblje lošijih rezultata, koje je kulminiralo ispadanjem iz prve lige godine 1974. Klub se u prvoj drugoligaškoj sezoni uspio vratiti u prvu ligu, ali nove je uspjehe počeo nizati tek s Fergusonovim dolaskom na mjesto trenera. 
Manchester United je i klub s najvećim prosjekom gledatelja po utakmici u Engleskoj u proteklih pedeset godina, a jedan je i od osnivača Europskog udruženja klubova. Klub je globalno popularan, posebice na Dalekom istoku.

## Povijest

### Rana povijest kluba (1878. – 1945.)
Klub je osnovan pod imenom Newton Heath L&YR F.C. 1878. kao ekipa radnika Lancashire i Yorkshire željeznica u Newton Heathu. Igrači su tada nosili zeleno-zlatne dresove. Petnaest godina su igrali na malom igralištu na North Roadu, pored buduće željezničke postaje Manchester Piccadilly, prije nego što su se 1893. preselili na Bank Street u obližnjem gradu Claytonu. Godinu prije, klub se počeo natjecati u nogometnoj ligi te je raskinuo veze sa željeznicom, postavši neovisno poduzeće i skrativši ime u  Newton Heath F.C.
Nedugo zatim, 1902. godine, klub je bio na rubu bankrota, s dugom od 2500 funti, te im je čak zatvoren stadion. Upravo u vrijeme kad je klub trebao biti ugašen, J.H.Davies, predsjednik tvrtke Manchester Breweries je odlučio uložiti novac u klub 
i tako ga spasio od propadanja. Prema legendi, Harry Stafford, klupski kapetan, je predstavljao svog nagrađivanog bernardinaca kod klupskih sponzora, kad mu je prišao Davies, s namjerom da kupi psa. Stafford je to odbio, ali ga je uvjerio da investira u klub i postane predsjednik kluba. Ubrzo je na sastanku uprave odlučeno da klub promijeni ime. Među prijedlozima su bili Manchester Central i Manchester Celtic, ali je na kraju, na prijedlog talijanskog imigranta Loisa Rocce, odlučeno da se klub zove Manchester United. Tako je Manchester United počeo službeno 
postojati 26. travnja 1902. Davies je također odlučio promijeniti dotadašnje boje kluba, te je izabrao crvenu i bijelu kao boje Manchester Uniteda. Za tajnika kluba izabran je Ernest Mangnall, a nakon što je James West dao otkaz na mjestu trenera, 28. rujna 1902. Mangnall je dobio povjerenje da pokuša izboriti mjesto u prvoj ligi. Zamalo mu je to uspjelo već prve sezone, kada klub završava na 5. mjestu druge lige. Mangnall je tada odlučio dovesti nove igrače, a među njima su bili vratar Harry Moger, obrambeni Dick Duckworth i napadač John Picken, međutim, najveći utisak je ostavio Charlie Roberts. U klub je stigao za tada rekordnih 750 funti iz Grimsby Towna. U travnju 1904. Roberts je pomogao ekipi da stigne do trećeg mjesta, te ih je samo bod dijelio od drugog mjesta, koje je donosilo preseljenje u viši rang.
Nedugo zatim, u sezoni 1905./06., plasirali su se na drugo mjesto u drugoj ligi, te su dobili priliku po prvi put zaigrati u prvoj ligi pod novim imenom. Svoju prvu prvoligašku sezonu završavaju na osmom mjestu. Godine 1907. gradski rival Manchester City je bio pod istragom, jer se otkrilo da su neki igrači primali plaću višu od tada dopuštene. Nogometni savez ih je kaznio s 250 funti, te su zabranili osamnaestorici igrača da ikad više zaigraju za City. United se brzo snašao u toj situaciji te je iz kluba s druge strana grada doveo igrače poput 
Billya Mereditha (Velški čarobnjak) i Sandyja Turnbulla. Novi igrači su zbog suspenzije mogli zaigrati za United tek od 1907., te su već sezone 1907./08., dali svoj doprinos za osvajanje prvog naslova prvaka, uz niz od deset uzastopnih pobjeda sezonu završavaju s devet bodova više od drugoplasirane Aston Ville.
Iduće sezone osvajaju još dva trofeja, Charity Shield (engleski superkup), te FA kup. Najviše zasluga za osvajanje tih trofeja pripadaju Turnbullu i Meredithu koji su odlično odigrali cijelu sezonu, a Turnbull je postigao pobjednički gol u finalu FA kupa.
Klub je morao čekati dvije godine na novi trofej. Osvojili su svoje drugo prvenstvo sezone 1910./11. U međuvremenu se klub preselio na novi stadion, Old Trafford. Prvu utakmicu na novom stadionu odigrali su 19. veljače 1910. protiv Liverpoola, izgubivši 4:3 unatoč vodstvu od 3:0. Bez trofeja su ponovno ostali sezone 1911./12., koja je bila i zadnja sezona pod vodstvom Mangnalla (nakon deset godina u Unitedu otišao je u Manchester City), te prva od 41 sezone koliko će proći do Manchesterovog ponovnog osvajanja naslova prvaka.
Idućih deset godina, klub je postupno slabio te su 1922. godine ispali u drugu ligu. Godine 1925. se vraćaju u prvu ligu, međutim, već 1931. ponovno ispadaju u drugu. Klub je došao do najniže pozicije u svojoj povijesti 1934. godine, kada su bili 20. u drugoj ligi. Još su jednom ušli u prvu ligu, te odmah ispali, i opet ušli u prvu ligu, te su osigurali daljnje igranje u prvoj ligi, osvojivši 14. mjesto sezone 1938./39.
Za vrijeme Drugog svjetskog rata Old Trafford je bio bombardiran, dana 11. ožujka 1941. Većina tribina je bila uništena, jedino je centralni tunel preživio bombardiranje. Također je i teren bio potpuno uništen, te je United morao tražiti pomoć od tada mnogo uspješnijeg gradskog rivala City-a. City im je dopustio igranje na Main Roadu uz naknadu od 5000 funta plus postotak od prodanih ulaznica.
Drugi svjetski rat je ipak donio prosperitet Unitedu, jer su mogli krenuti u potpunu rekonstrukciju kluba, te su kao novog trenera zaposlili škota Matta Busbyja.

### Busbyjeve godine (1945. – 1969.)
Godine 1945. Matt Busby postaje trener kluba s Old Trafforda. On je tada postavio za to vrijeme neuobičajene zahtjeve: zahtijevao je da sam bira ekipu, odlučuje koje igrače će dovesti te da sam vodi treninge. Zbog tih zahtjeva već je bio izgubio mjesto trenera Liverpoola, jer su u klubu smatrali da su to poslovi uprave. Međutim, United je prihvatio njegove, tada inovativne ideje. Prvo pojačanje koje je Busby doveo nije bio igrač već pomoćni trener Jimmy Murphy.
Ubrzo se Busbyev pristup vođenja kluba počeo isplaćivati. Klub je tri godine za redom bio drugoplasiran klub engleskog prvenstva, 1947., 1948. i 1949., a 1948. su osvojili FA kup, zahvaljujući trojici igrača rođenima u Manchesteru, Stanu Pearsonu, Jacku Rowleyu i Charlieju Mittenu, te Allenbyju Chiltonu. Rowley i Pearson su postigli pogotke u finalu FA kupa. Iako je Charlie Mitten u potrazi za boljom plaćom otišao u Kolumbiju, United je konačno osvojio naslov 1952. Međutim, Busby je znao da klubu nisu dovoljni samo iskusni igrači, te je započeo s politikom uvođenja igrača iz juniorskog pogona, kad god je to bilo moguće. U početku je mladim igračima poput Rogera Byrnea, Billa Foulkesa, Marka Jonesa i Dennisa Violleta trebalo vremena da se priviknu na ekipu, te su 1953. sezonu završili na osmom mjestu. Međutim, Busbyjev program se isplatio jer već 1956. United osvaja naslov prvaka s ekipom u kojoj je prosječna starost igrača bila 22 godine, postigavši pritom čak 103 gola. Forsiranje mladih igrača klubu je donijelo uspjehe i u budućnosti (kasnih 1960-ih te u 1990-ima). Među najperspektivnijim igračima, koje su tada zvali Busbyjeve bebe bio je Duncan Edwards. Momak iz Dudleya debitirao je u dresu Uniteda 1953. sa samo 16 godina. Oni koji su gledali Edwardsa govore da je mogao igrati na bilo kojoj poziciji, te da je bio jedan od najboljih igrača ikad.
Sezone 1956./57. United je obranio naslov prvaka, te je igrao finale FA kupa, u kojem je poražen od Aston Ville. Iduće sezone, United je postao prvi engleski klub koji se natjecao u europskom kupu prvaka. Stigli su do polufinala gdje su poraženi od Real Madrida. Na putu prema polufinalu ostvarili su najveću pobjedu u svojoj povijesti, pobijedivši na Maine Roadu Anderlecht s 10:0.

#### Minhenska tragedija
Velika tragedija pogodila je klub iduće sezone. Dana 6. veljače 1958. zrakoplov s Unitedovim igračima, koji su se vraćali s utakmice Kupa prvaka u Beogradu, srušio se za vrijeme polijetanja iz Münchena. U nesreći je živote izgubilo osam igrača: Geoff Bent, Roger Byrne, Eddie Colman, Duncan Edwards, Mark Jones, David Pegg, Tommy Taylor i Liam "Billy" Whelan, te još petnaest putnika, uključujući Unitedove članove osoblja: Waltera Crickmera, Berta Whalleyja i Toma Curryja. Nesreća se vjerojatno mogla izbjeći, jer su toga dana bila već dva neuspješna polijetanja, prije trećeg, fatalnog. Naime, na kraju piste bilo je dosta rastopljenog snijega, koji je usporavao avion, tako da nije mogao postići brzinu potrebnu za polijetanje. Avion je proklizao s kraja piste, prošao kroz ogradu te udario u kuće, koje su srećom bile nenaseljene. Unitedov vratar Harry Gregg, unatoč tome što je bio teško ozljeđen, od straha da avion ne eksplodira uhvatio je Bobbyja Charltona – koji je debitirao u dresu Uniteda tek 18 mjeseci ranije, i Dennisa Violleta, te ih je odvukao na sigurno. Sedam igrača preminulo je na mjestu nesreće, a Duncan Edwards je umro idući dan u bolnici. Među preživjelima bio je Johnny Berry, koji je zbog teških ozljeda morao prekinuti karijeru. Minhenski liječnici nisu gajili previše nade da će Matt Busby preživjeti, što mu je ipak uspjelo te je pušten iz bolnice dva mjeseca kasnije.
Nakon tragedije, bilo je glasina da će se United povući iz svih natjecanja, što se ipak nije dogodilo. Jimmy Murphy je privremeno postao trener dok se Busby ne oporavi od ozljeda, te je klub nastavio igrati s preostalim igračima. Unatoč nesreći, United je ponovno došao da finala FA kupa, gdje je poražen od Boltona. Na kraju sezone UEFA je ponudila mogućnost engleskom nogometnom savezu da se i United i aktualni prvaci Wolverhampton natječu u Kupu prvaka, u spomen na žrtve, no savez je to odbio. Manchester je iduće sezone osvojio drugo mjesto u prvenstvu, što je bio odličan rezltat za ekipu koja je izgubila 9 igrača.

#### Uspješne šezdesete godine 20. stoljeća
Busby je počeo sa stvaranjem nove momčadi početkom 1960.-ih, dovevši u klub igrače poput Denisa Lawa i Pata Creranda, brinući cijelo vrijeme i o mladim igračima. Tada je u seniorsku ekipu došao jedan od najboljih igrača Uniteda u povijesti, mladić iz Belfasta, George Best. Brzonogi igrač mogao je probiti gotovo svaku obranu, ma koliko ona dobra bila. Klub je 1963. osvojio FA kup, iako su u prvenstvu zauzeli tek 19. mjesto. Osvajanje FA kupa je bio veliki poticaj za ekipu te su iduće sezone zauzeli 2. mjesto, a 1965. i 1967. su osvojili prvenstvo. United je 1968. postao prvi engleski klub koji je osvojio Kup prvaka, nakon što su u finalu s 4:1 pobijedili Benficu, koju je predvodio jedan od najboljih portugalskih igrača svih vremena, Eusebio. U ovoj ekipi bila su tri igrača koji s osvojili nagradu za najboljeg europskog igrača: Bobby Charlton, Denis Law i George Best.
Nakon 24 godine na klupi Uniteda, Matt Busby je 1969. napustio klub, a zamijenio ga je dotadašnji trener rezervne ekipe i bivši Unitedov igrač Wilf McGuinness.

### 1969. – 1986.
Ekipa predvođena McGuinessom je sezone 1969./70. zauzela razočaravajuće 8. mjesto, pa je nakon lošeg starta iduće sezone McGuiness vraćen na mjesto trenera rezervne ekipe, a na mjesto trenera je ponovno vraćen Busby. Iako su njegovim povratkom rezultati bili nešto bolji, 6 mjeseci nakon preuzimanja ekipe, Busby ponovo odlazi s mjesta trenera. U međuvremenu United je izgubio nekoliko važnih igrača, među kojima su bili Nobby Stiles i Pat Crerand.
Trenersko mjesto tada je ponuđeno Jock Steinu, Celticovom treneru koji je osvojio Kup prvaka. Unatoč usmenom dogovoru, Stein je u zadnji trenutak odustao, pa je ekipu preuzeo Frank O'Farrell. Međutim, O'Farrell je, poput McGuinessa, ekipu vodio samo 18 mjeseci, ali je za razliku od njega doveo nekoliko mladih talentiranih igrača, poput Martina Buchana, koji je stigao iz Aberdeena za 125.000 funti. Tommy Docherty postaje trener krajem 1972. Poznat pod nadimkom The Doc, Docherty je spasio United od ispadanja te sezone, međutim, to mu nije pošlo za rukom 1974. nakon što je zlatni trojac Best, Law i Charlton napustio klub. Denis Law je 1973. prešao u redove gradskog rivala Manchester Cityja i, ironično, zabio gol kojim je izbacio United u drugu ligu. Ipak, iz poštovanja prema klubu koji ga je proslavio, Law je odbio proslaviti gol s novim suigračima.   
Lou Macari, Stuart Houston i Brian Greenhoff su dovedeni da zamijene Besta, Lawa i Charltona, ali nijedan od novih igrača nije bio tako dobar kao oni. Ipak, klub je odmah u prvom pokušaju 1975. izborio povratak u prvu ligu, a glavna zvijezda je bio mladi Steve Coppell, koji je pristigao iz Tranmere Roversa. Iste sezone su stigli do finala FA kupa, u kojem su poraženi od 
Southamptona. Do finala su došli i 1977. godine, te su ga ovaj put i osvojili, pobijedivši Liverpool s 2:1. Unatoč uspjesima, te velikom popularnošću među navijačima, Docherty je dobio otkaz nakon što se saznalo da je imao aferu s fizioterapeutovom ženom.
Dochertyja je zamijenio Dave Sexton 1977., te je pod njegovim vodstvom United počeo igrati u defenzivnoj formaciji. Taj stil igre nije bio nimalo popularan među navijačima, koji su navikli na napadački nogomet, kakav su preferirali Docherty i Busby. Najveća pojačanja bili su Joe Jordan, Gordon McQueen, Gary Bailey i Ray Wilkins. Unatoč tome, Sextonov defenzivni United nije postigao veće uspjehe. Samo jednom su završili na drugom mjestu, te su ponovno izgubili finale FA kupa, ovaj put od Arsenala. Zbog neuspješnih rezultata, Sexton je dobio otkaz 1981. godine, iako je United pobijedio u zadnjih sedam utakmica pod njegovim vodstvom. Zamijenio ga je Ron Atkinson, koji je odmah oborio britanski rekord u najvišem transferu kada je doveo Bryana Robsona iz WBA. Robsonu su predviđali blistavu karijeru, te su vjerovali da će postati najbolji Unitedov vezni igrač još od vremena Duncana Edwardsa. U Atkinsonovu ekipu došli su i igrači Jesper Olsen, Paul McGrath te Gordon Strachan, kao i Norman Whiteside i Mark Hughes iz juniorske ekipe.
United je osvojio FA kup dvaput u tri godine, 1983. i 1985. Sezonu 1985./86. počeli su izvanredno, pobijedivši u prvih deset ligaških utakmica, pa su već u listopadu imali deset bodova više od najbližih pratitelja. Međutim, forma ekipe je padala te su sezonu završili na 4. mjestu. Loša forma nastavila se i sljedeće sezone, klub se našao na rubu ispadanja iz prve lige, te je Atkinson u studenom 1986. dobio otkaz.

### Era Alexa Fergusona, prije trostuke krune (1986. – 1998.)
Alex Ferguson je krajem 1986. godine stigao iz škotskog Aberdeena te je doveo klub do 11. pozicije na kraju sezone. Iduće sezone (1987./88.), United je zauzeo drugo mjesto, a Brian McClair je postao prvi igrač nakon Besta koji je postigao 20 golova u sezoni. Međutim, United nije briljirao iduće dvije sezone, a mnogi igrači koje je doveo Ferguson nisu ispunili očekivanja navijača. Alex Ferguson je bio na rubu otkaza početkom 1990. godine, ali ga je spasio gol Marka Robinsa, kojim je United tijesno pobijedio 1:0 Nottingham Forest u trećoj rundi FA kupa. To je dalo poticaj igračima, pa su te sezone i osvojili kup, pobijedivši u finalu Crystal Palace.
Manchester United je osvojio svoj prvi Kup pobjednika kupova 1991. godine, nakon što su u finalu svladali španjolsku Barcelonu s 2:1, a oba pogotka postigao je Mark Hughes, bivši igrač Barcelone. Iduće sezone United je bio na najboljem putu ka još jednom naslovu engleskog prvaka, ali je pad forme krajem sezone bio dovoljan rivalu Leedsu da ih pretekne na ljestvici. U međuvremenu je klub dospio na Londonsku burzu s vrijednošću od 47 milijuna funti, čime je privukao nove ulagače.
Dolazak Erica Cantone u studenom 1992. pokazao se kao ključan potez. Cantona je s Garyjem Pallisterom, Denisom Irwinom, Paulom Inceom i nadolazećom zvijezdom Ryanom Giggsom osvojio naslov prvaka 1993. Bio im je to prvi naslov prvaka nakon 1967. godine, te je bilo razumljivo veliko slavlje Manchesterovih navijača. Iduće sezone po prvi put u povijesti su osvojili dvostruku krunu (ligu i FA kup). Naslov su obranili iduće sezone potpomognuti karizmatičnim Ircem Royem Keaneom, koji je stigao iz Notthingham Foresta, te je ubrzo postao i kapetan. Iste godine, klub je tugovao zbog smrti legenadarnog trenera i predsjednika kluba Sir Matta Busbyja, koji je preminuo 20. siječnja 1994.
Sezone 1994./95., Cantona je dobio osam mjeseci suspenzije zbog fizičkog napada na navijača Crystal Palacea, koji ga je uvrijedio na rasnoj osnovi. Iduće sezone, osvajanjem drugog mjesta u prvenstvu te porazom u finalu FA kupa od Evertona, United je završio sezonu kao dvostruki viceprvak, u ligi i u kupu. Ferguson je tada razljutio navijače prodajom ključnih igrača, koje je zamijenio igračima iz juniorske ekipe, među kojima su bili David Beckham, Gary Neville, Phil Neville i Paul Scholes. Novi igrači, od kojih su neki postali i standardni reprezentativci su odigrali iznenađujuće dobro te je United opet osvojio dvostruku krunu 1996. To je bio prvi put da je neki engleski klub drugi put osvojio dvostruku krunu, te je taj pothvat prozvan "Double Double".
Iduće godina, nakon osvajanja novog naslova prvaka, Eric Cantona se, u dobi od 30 godina, povukao iz nogometa. Cantona je kod navijača postigao legendarni status, i konstantno je od njih proglašavan najboljim igračem Uniteda svih vremena.
Sezonu poslije (1997./98.) "crveni vragovi" su dobro započeli prvenstvo, ali su na kraju završili na drugom mjestu, iza Arsenala.

### Trostruka kruna (1998. – 1999.)
Sezona 1998./99. bila je za Manchester United najuspješnija sezona u povijesti, kada je postao prvi engleski klub koji je osvojio trostruku krunu – osvojivši Premiership, FA kup i Ligu prvaka iste sezone. Ligu su osvojili u zadnjem kolu, pobjedom 2:1 protiv Tottenhama. To je bio prvi korak prema "tripleu", koji je Ferguson proglasio najtežim. U finalu FA kupa pobijedili su Newcastle s 2:0, pogodcima Sheringhama i Scholesa. U posljednjoj utakmici sezone, United je u finalu Lige prvaka pobijedio Bayern München. Iako je do 90. minute gubio 1:0, United je s dva pogotka u sudačkoj nadoknadi (Sheringham i Ole Gunnar Solskjær) ostvario jedan od najvećih povrataka u povijesti nogometa. Kapetan Manchestera, legendarni vratar Peter Schmeichel je podigao pokal namijenjen osvajaču Lige prvaka. Ferguson je tada zbog svojih zasluga od kraljice dobio naslov Sir. Manchester United je rekordnu godinu završio osvajanjem Interkontinentalnog kupa, pobijedivši u Tokiju brazilski Palmeiras 1:0.

### Nakon trostruke krune (1999. – danas)
United je osvojio ligu 2000. i 2001. godine, ali su novinari te sezone proglasili neuspješnima, jer klub nije uspjeli ponoviti osvajanje Lige prvaka. Godine 2000., Manchester United je postao jedan 14 osnivača grupe G-14 – grupe vodećih europskih klubova. Ferguson je počeo primjenjivati defenzivniju taktiku, što je otežalo posao Unitedovim suparnicima u Europi, ali nije donijelo posebne uspjehe. Sezonu 2002. klub završava prvenstvo na trećem mjestu, a iduće sezone su ponovno osvojili prvenstvo. Nakon sukoba s Fergusonom, najveća zvijezda David Beckham odlazi u madridski Real.
Sezonu 2003./04. su dobro započeli, ali forma im je znatno pala nakon što je Rio Ferdinand dobio osmomjesečnu suspenziju zbog izbjegavanja doping testa. Ipak, 2004. su osvojili FA kup, pobijedivši u finalu Millwall.
Sezona 2004./05. okarakterizirana je kao sezona u kojoj je Manchester teško postizao pogotke, a glavni razlog tome je bila ozljeda ključnog napadača Ruuda van Nistelrooya, te je United sezonu završio bez trofeja, na trećem mjestu. Nisu uspjeli osvojiti čak ni "utješnu nagradu" – FA kup, izgubivši u finalu nakon izvođenja jedanaesteraca od Arsenala. Izvan travnjaka, glavna tema je bila moguće preuzimanje kluba od strane američkog poslovnog čovjeka, Malcolma Glazera.  
United je loše krenuo u sezonu 2005./06., a Roy Keane je napustio klub otišavši u Celtic, nakon što je javno kritizirao svoje bivše suigrače. Klub se, po prvi put u deset godina, nije uspio kvalificirati u drugi krug Lige prvaka, nakon što su izgubili posljednji susret u grupi protiv portugalske Benfice. Sezona je bila obilježena ozljedama ključnih igrača, među kojima su bili Gabriel Heinze, Alan Smith, Giggs i Scholes. Ipak, uspjeli su osvojiti jedan trofej – bio je to Liga kup. United je također drugim mjestom u prvenstvu izravno osigurao nastup iduće sezone u Ligi prvaka. Na kraju sezone, zbog svađe s Fergusonom, Ruud van Nistelrooy odlazi u Real Madrid.
Sezone 2006./07. United se vratio napadačkom stilu igre, te je postigao gotovo 20 pogodaka više u 32 utakmice od drugoplasiranog Chelseaja. U siječnju 2007., United je na dvomjesečnu posudbu doveo iskusnog Šveđanina Henrika Larssona, koji je pomogao Unitedu da dođe do polufinala Lige prvaka, gdje su poraženi od Milana, kasnijih pobjednika. 
Nakon četiri godine, 6. svibnja 2007. United ponovno osvaja prvenstvo. Nisu uspjeli osvojiti dvostruku krunu, u finalu FA kupa su nakon produžetaka poraženi od Chelseaja, u prvom finalu igranom na novom Wembley stadionu.
Sezona 2007./08. bila je jedna od najuspješnijih u klupskoj povijesti. Zahvaljujući ponajviše fenomenalnoj formi Cristiana Ronalda (31 pogodak u prvenstvu), Manchester United je uspio obraniti naslov engleskog prvaka s dva boda prednosti pred novim rivalima Chelsea. Isti klubovi sastali su se u moskovskom finalu Lige prvaka, dana 21. svibnja 2008. United je u dramatičnom finalu slavio nakon boljeg izvođenja jedanaesteraca.

#### Glazerovo preuzimanje kluba
Dana 12. svibnja 2005. godine, američki poslovni čovjek Malcolm Glazer preuzeo je 75% dionica Uniteda, te postao njegov većinski vlasnik. Dana 8. srpnja Glazer postavlja svoje sinove u izvršni odbor Manchester Uniteda. Glazerovo preuzimanje kluba bilo je popraćeno velikim prosvjedima navijača, koji od samog početka nisu voljeli američkog milijunaša.

## Klupski grb i boje
Kad je Manchester United osnovan pod imenom Newton Heath, boje na dresu su bile žuta (zlatna) i zelena. Te su boje ponovno "oživljene" tek 1990. na dresu za gostovanja. Godine 1902., nakon promjene imena, dres (majica) je bio crvene boje, hlačice bijele, a dokoljenke plave, te je to postao standard za sve buduće Unitedove dresove. 
Dresovi za gostovanja su obično bili bijele boje, s crnim hlačicama i bijelim dokoljenkama, međutim koristile su se i druge kombinacije, npr. od 1903. do 1916. dres je imao plavo-bijele pruge, potpuno crni dres bio je 1994. i 2003. te mornarsko plavi s tankim srebrnim horizontalnim prugama 2000. Jedan od najpoznatijih dresova, koji je međutim kratko trajao je dres iz 1996., koji je bio potpuno siv. Prestali su igrati u takvim dresovima nakon što nisu osvojili niti jedan bod dok su ih nosili, te su ih čak jedanput promijenili na poluvremenu, nakon što su gubili 3:0, ali ni to ih nije spasilo od poraza. Igrači su tada izjavili da je sivi dres bio teško vidljiv, te da je to dovelo do loših rezultata.
Unitedov treći komplet dresova je tradicionalno potpuno plav, čime iskazuju poštovanje prema igračima koji su u takvim dresovima osvojili Kup prvaka 1968. Jedine iznimke su bile 1970-ih, kad je dres bio žarko žute boje, i 1996., kada je dres imao plavo-bijele pruge (koji je bio najomiljeniji među navijačima), te 2004. kad je imao crveno-crne horizontalne pruge.   
Trenutno, Unitedov dres za domaće utakmice je crvene boje, s izlomljenom vertikalnom bijelom prugom. Dres za gostujuće utakmice je identičan onom domaćem, samo što je crne boje.
Grb Manchester Uniteda je bio nekoliko puta mijenjan, ali je u osnovi ostao isti. Grb je izveden iz grba grada Manchestera. Vrag uz grbu je počeo biti dodavan 1960.-ih, kada je klub i dobio nadimak Crveni vragovi (Red Devils). Do kraja 60.-tih, vrag je stavljan na klupske šalove i ostale navijačke rekvizite, a 1970. je i službeno dodan na grb.

## Navijači
Prije Drugog svjetskog rata, malo engleskih navijača je putovalo na gostovanja, zbog visokih cijena, te zbog malog broja automobila. Kako su, u početku, United i Manchester City, dijelili stadion, te je svake subote drugi klub igrao na domaćem stadionu, mnogo stanovnika Manchestera je gledalo jedan tjedan United, a drugi City. Nakon rata, poraslo je rivalstvo među klubovima, te su se tada izdvojili navijači Uniteda i Cityja. 
Kad je United 1956. osvojio prvenstvo, imao je najveću gledanost od svih klubova. Nakon Minhenske tragedije 1958., više ljudi je počelo dolaziti na utakmice, te od tada United je gotovo svake sezone imao najveću gledanost, čak i kad su igrali u drugoj ligi.   
Na prijelazu milenija, javila se zabrinutost među navijačima da bi klub mogao biti kupljen. Navijačka grupa IMUSA (Organizacija nezavisnih navijača Manchester Uniteda; engleski Independent Manchester United Supporters' Association), se jako protivila preuzimanju kluba od strane Ruperta Murdocha 1998. Još jedna organizacija koja je vršila pritisak protiv preuzimanja kluba, nazvana Shareholders United Against Murdoch 
(Dioničari ujedinjeni protiv Murdocha), je osnovana u to vrijeme, te je poticala navijače da kupe dionice kluba, kako bi onemogućili da ih kupi netko drugi. Međutim, to nije spriječilo Malcolma Glazera da kupi većinski paket dionica. To je razljutilo mnoge navijače, te je jedna grupa navijača osnovala izdvojeni klub nazvan F.C. United of Manchester. Unatoč ljutnji navijača spram novom vlasniku, posjećenost utakmica se nastavlja povećavati.

## Stadion
Newton Heath je svoje domaće utakmice igrao na malom igralištu North Roadu. Druge ekipe su se često
žalile na loše stanje travnjaka, koji je bio "močvaran na jednom, a kamenit na drugom kraju", a svlačionice su bile udaljene od terena deset minuta hoda, i nalazile se u pubu "Three Crowns".
Klub je ostao na North Roadu petnaest godina, od 1878. do 1893., kada su se preselili na stadion Bank Street. Novi teren nije bio puno bolji od starog, travnjak je bio u lošem stanju, te prekriven smogom iz obližnje tvornice.
Dana 19. veljače 1910., Manchester United je odigrao prvu utakmicu na novom stadionu Old Traffordu. Protivnik je bio Liverpool, koji je pobijedio rezultatom 4:3.
Za vrijeme bombardiranja tijekom Drugog svjetskog rata, stadion je bio gotovo potpuno uništen, 
te je United idućih 10 godina svoje domaće utakmice morao igrati na stadionu Manchester Cityja, Maine Roadu, prije nego što je 1949. Old Trafford obnovljen.
Trenutno se razmatra proširenje tribina, na čak 96.000 sjedećih mjesta, što je više od novog Wembleya.

## Rivalstva
Teško je odrediti Unitedovog najvećeg rivala. Najviše navijača smatra Liverpool najvećim rivalom, zbog uspješnosti oba kluba, dok drugi smatraju da je najveći rival gradski suparnik Manchester City. Rivalstvo s Liverpoolom je započelo 1960-ih, kada su ta dva kluba bili najbolji klubovi u prvoj ligi. S druge strane, rivalstvo s Manchester Cityjem datira još iz 1890-ih, koje je jako još i danas zbog činjenice da su gotovo svake sezone igrali u istom razredu natjecanja.
Druga rivalstva uključuju Everton F.C., Leeds United, Arsenal i Chelsea. Rivalstvo s Evertonom i Leedsom, kao i s Liverpoolom, potječe iz 1960-ih. Rivalstvo s Arsenalom započelo je 1998. kad je Arsenal osvojio naslov ispred Uniteda, te je dodatno pojačano 2002. i 2004. kad se ponovio isti scenarij, te 2003. kad je United osvojio prvenstvo ispred Arsenala. Posljednjih godina najveći je rival Chelsea.

## Klupski uspjesi

### Domaći uspjesi
Prvenstvo Engleske:
- Prvak (20): 1907./08., 1910./11., 1951./52., 1955./56., 1956./57., 1964./65., 1966./67., 1992./93., 1993./94., 1995./96., 1996./97., 1998./99., 1999./00., 2000./01., 2002./03., 2006./07., 2007./08., 2008./09., 2010./11., 2012./13.
- Drugi (17): 1946./47., 1947./48. 1948./49., 1950./51., 1948./49., 1963./64., 1967./68., 1979./80., 1987./88., 1991./92., 1994./95., 1997./98., 2005./06., 2009./10., 2011./12., 2017./18., 2020./21.
- Treći (8): 1975./76., 1981./82., 1982./83., 2001./02., 2003./04., 2004./05., 2019./20., 2022./23.

 Football League First Division (do 1991./92.); 
 Premier League (od 1992./93.) 
Engleska druga liga:
- Prvak (2): 1935./36., 1974./75.
- Drugi (4): 1896./97., 1905./06., 1924./25., 1937./38.
- Treći (4): 1894./95., 1903./04., 1904./05.

 Football League Second Division 
Football Alliance:
- Drugi (1): 1891./92.

 liga drugog ranga do 1891./92. 
FA kup:
- Osvajač (13): 1908./09., 1947./48., 1962./63., 1976./77., 1982./83., 1984./85., 1989./90., 1993./94., 1995./96., 1998./99., 2003./04., 2015./16., 2023./24.
- Finalist (9): 1956./57., 1957./58., 1975./76., 1978./79., 1994./95., 2004./05., 2006./07., 2017./18., 2022./23.

Engleski Liga kup:
- Osvajač (6): 1991./92., 2005./06., 2008./09., 2009./10., 2016./17., 2022./23.
- Finalist (4): 1982./83., 1990./91., 1993./94., 2002./03.

Superkup Engleske:
- Osvajač (21): 1908., 1911., 1952., 1956., 1957., 1965.,1 1967.,1 1977.,1 1983., 1990.,1 1993., 1994., 1996., 1997., 2003., 2007., 2008., 2010., 2011., 2013.
- Finalist (11): 1948. 1963., 1977., 1985., 1998. 1999., 2000., 2001. 2004., 2009., 2024.

 1 podijeljen naslov 

### Europski i svjetski uspjesi
Liga (kup) prvaka:
- Osvajač (3): 1967./68., 1998./99., 2007./08.
- Finalist (2): 2008./09., 2010./11.

Kup pobjednika kupova:
- Osvajač (1): 1990./91.

UEFA Europska liga:
- Osvajač (1): 2016./17.
- Finalist (2): 2020./21., 2024./25.

UEFA Superkup:
- Osvajač (1): 1991.
- Finalist (3):  1999., 2008., 2017.

Interkontinentalni kup:
- Osvajač (1): 1999.
- Finalist (1):  1968.

Svjetsko klupsko prvenstvo:
- Osvajač (1): 2008.

### Igrački uspjesi
- Europski igrač godine
  - Denis Law – 1964.
  - Bobby Charlton – 1966.
  - George Best – 1968.
  - Cristiano Ronaldo – 2008.

- Europska zlatna kopačka
  - Cristiano Ronaldo (31 pogodak) – 2008.

### Kapetani momčadi
| Razdoblje     | Kapetan         | Komentar                                                         |
| ------------- | --------------- | ---------------------------------------------------------------- |
| 1878. – 1896. | Nepoznato       |                                                                  |
| 1896. – 1903. | Harry Stafford  | Kapetan Newton Heatha i prvi kapetan Manchester Uniteda          |
| 1903. – 1904. | Nepoznato       |                                                                  |
| 1904. – 1907. | Jack Peddie     |                                                                  |
| 1907. – 1913. | Charlie Roberts |                                                                  |
| 1913. – 1919. | George Stacey   |                                                                  |
| 1919. – 1922. | George Hunter   |                                                                  |
| 1922. – 1928. | Frank Barson    |                                                                  |
| 1928. – 1932. | Jack Wilson     |                                                                  |
| 1932. – 1936. | Hugh McLenahan  |                                                                  |
| 1936. – 1939. | Jimmy Brown     |                                                                  |
| 1939. – 1946. | Nitko           | Nije se igralo za vrijeme Drugog svjetskog rata                  |
| 1946. – 1953. | Johnny Carey    | Prvi posljeratni kapetan, te prvi kapetan izvan Velike Britanije |
| 1953. – 1954. | Allenby Chilton | Kapetan samo jednu sezonu, nakon umirovljenja Johnnyja Careya    |
| 1954. – 1958. | Roger Byrne     | Poginuo 1958. u minhenskoj zrakoplovnoj nesreći                  |
| 1958. – 1962. | Bill Foulkes    |                                                                  |
| 1962. – 1967. | Noel Cantwell   |                                                                  |
| 1967. – 1973. | Bobby Charlton  |                                                                  |
| 1973. – 1979. | Martin Buchan   |                                                                  |
| 1979. – 1982. | Sammy McIlroy   |                                                                  |
| 1982. – 1994. | Bryan Robson    | Igrač s najdužim kapetanskim stažom u Unitedu                    |
| 1994. – 1996. | Steve Bruce     |                                                                  |
| 1996. – 1997. | Eric Cantona    | Prvi kapetan izvan Velike Britanije i Irske                      |
| 1997. – 2005. | Roy Keane       | Osvojio najviše trofeja od svih Unitedovih kapetana              |
| 2005. – 2011. | Gary Neville    | Prvi kapetan rođen u Greater Manchesteru još od Rogera Byrnea    |
| 2011. – 2014. | Nemanja Vidić   | Prvi kapetan iz Južne Europe                                     |

### Najviše nastupa za Manchester United
| #  | Ime                | Karijera u Manchester Unitedu | Nastupi | Golovi |
| -- | ------------------ | ----------------------------- | ------- | ------ |
| 1  | Ryan Giggs         | 1991. – 2014.                 | 961     | 160    |
| 2  | Sir Bobby Charlton | 1956. – 1973.                 | 758     | 249    |
| 3  | Paul Scholes       | 1994. – 2011., 2012. – 2013.  | 716     | 139    |
| 4  | Bill Foulkes       | 1952. – 1970.                 | 688     | 9      |
| 5  | Gary Neville       | 1992. – 2011.                 | 602     | 7      |
| 6  | Alex Stepney       | 1966. – 1978.                 | 539     | 2      |
| 7  | Tony Dunne         | 1960. – 1973.                 | 535     | 2      |
| 8  | Denis Irwin        | 1990. – 2002.                 | 529     | 33     |
| 9  | Joe Spence         | 1919. – 1933.                 | 510     | 168    |
| 10 | Arthur Albiston    | 1974. – 1988.                 | 485     | 7      |

 (podebljani igrači još uvijek nastupaju za United)

### Najviše golova za Manchester United
| #  | Ime                 | Karijera u Manchester Unitedu | Nastupi | Golovi | Prosjek golova po utakmici |
| -- | ------------------- | ----------------------------- | ------- | ------ | -------------------------- |
| 1  | Sir Bobby Charlton  | 1954. – 1973.                 | 759     | 249    | 0.328                      |
| 2  | Denis Law           | 1962. – 1973.                 | 404     | 237    | 0.587                      |
| 3  | Jack Rowley         | 1937. – 1955.                 | 424     | 212    | 0.500                      |
| 4= | George Best         | 1963. – 1974.                 | 470     | 179    | 0.381                      |
| 4= | Dennis Viollet      | 1949. – 1962.                 | 293     | 179    | 0.611                      |
| 6  | Joe Spence          | 1919. – 1933.                 | 510     | 168    | 0.329                      |
| 7  | Mark Hughes         | 1980. – 1986., 1988. – 1995.  | 466     | 164    | 0.352                      |
| 8  | Ruud van Nistelrooy | 2001. – 2006.                 | 220     | 150    | 0.682                      |
| 9  | Stan Pearson        | 1935. – 1954.                 | 347     | 148    | 0.427                      |
| 10 | David Herd          | 1961. – 1968.                 | 265     | 145    | 0.547                      |

## Treneri kroz povijest
| Ime                              | Period                        |
| -------------------------------- | ----------------------------- |
| A. H. Albut                      | 1892. – 1900.                 |
| James West                       | 1900. – 1903.                 |
| J. Ernest Mangnall               | 1903. – 1912.                 |
| John Bentley                     | 1912. – 1914.                 |
| Jack Robson                      | 1914. – 1922.                 |
| John Chapman                     | 1921. – 1927.                 |
| Lal Hilditch                     | 1926. – 1927.                 |
| Herbert Bamlett                  | 1927. – 1931.                 |
| Walter Crickmer                  | 1931. – 1932. i 1937. – 1945. |
| Scott Duncan                     | 1932. – 1937.                 |
| Sir Matt Busby                   | 1945. – 1969. i 1970. – 1971. |
| Wilf McGuinness                  | 1969. – 1970.                 |
| Frank O'Farrell                  | 1971. – 1972.                 |
| Tommy Docherty                   | 1972. – 1977.                 |
| Dave Sexton                      | 1977. – 1981.                 |
| Ron Atkinson                     | 1981. – 1986.                 |
| Sir Alex Ferguson                | 1986. – 2013.                 |
| David Moyes                      | 2013. – 2014.                 |
| Ryan Giggs (privremeni)          | 2014.                         |
| Louis Van Gaal                   | 2014. – 2016.                 |
| Jose Mourinho                    | 2016. – 2018.                 |
| Ole Gunnar Solskjær (privremeni) | 2018. – 2021.                 |
| Ralf Rangnick                    | 2021. – 2022.                 |
| Erik ten Hag                     | 2022. – danas                 |

## Klupski rekordi
- Najveća domaća pobjeda: 10:0 protiv Anderlechta, 26. rujna 1956.
- Najveća gostujuća pobjeda: 8:1 protiv Nottingham Foresta, 6. veljače 1999.
- Najveći poraz: 0:7 protiv Blackburn Roversa, 10. travnja 1926. / protiv Aston Ville, 27. prosinca 1930. / protiv Wolverhamptona, 26. prosinca 1931.; od inozemnih 0:6 protiv splitskog Hajduka[22](za Hajduk je igrao Stojan Mamić, brat izvršnog dopredsjednika Dinama Zdravka);[23] prije toga rekord je bio u Kupu pobjednika kupova protiv lisabonskog Sportinga 0:5[24]
- Najviša posjećenost: 83.250 protiv Arsenala, Maine Road, 7. siječnja 1948.
- Najviše utakmica bez poraza: 45, od 24. prosinca 1998. do 3. listopada 1999.
- Najviše golova u sezoni: 46 – Denis Law, 1963./64.
- Najviše postignutih golova u jednoj utakmici: 6 – Harold Halse protiv Swindon Towna, 25. rujna 1911. / George Best protiv Northampton Towna, 7. veljače 1970.
- Najviše golova u europskim natjecanjima: 38 – Ruud van Nistelrooij
- Najviše plaćen transfer: 57,6 milijun funta za Anthony Martiala, 2015./16. iz AS Monaco
- Najbrže postignut gol: 15 sekunda – Ryan Giggs protiv Southamptona, 18. studenog 1995.
- Najbrže postignutih četiri gola: 13 minuta – Ole Gunnar Solskjar protiv Nottingham Foresta, 6. veljače 1999.

## Vanjske poveznice
- Službena stranica
- Službena stranica udruge navijača
- Neovisna udruga navijača
- Statistika Manchester Uniteda

| Sastav Manchester Uniteda | Sastav Manchester Uniteda |
| --- | ------------------------- |
| |                           |
| 1 Bayındır • 2 Lindelöf • 3 Mazraoui • 4 De Ligt • 5 Maguire • 6 Martínez • 7 Mount • 8 Fernandes • 9 Højlund • 11 Zirkzee • 13 Dorgu • 14 Eriksen • 15 Yoro • 16 Diallo • 17 Garnacho • 18 Casemiro • 20 Dalot • 22 Heaton • 23 Shaw • 24 Onana • 25 Ugarte • 35 Evans • 37 Mainoo • 43 Collyer • Trener: Amorim |                           |

| Sastav Manchester Uniteda | Sastav Manchester Uniteda |
| --- | ------------------------- |
| |                           |
| 1 Bayındır • 2 Lindelöf • 3 Mazraoui • 4 De Ligt • 5 Maguire • 6 Martínez • 7 Mount • 8 Fernandes • 9 Højlund • 11 Zirkzee • 13 Dorgu • 14 Eriksen • 15 Yoro • 16 Diallo • 17 Garnacho • 18 Casemiro • 20 Dalot • 22 Heaton • 23 Shaw • 24 Onana • 25 Ugarte • 35 Evans • 37 Mainoo • 43 Collyer • Trener: Amorim |                           |

| Momčadi FA Premier lige                                                          | Momčadi FA Premier lige |
| -------------------------------------------------------------------------------- | --- |
|                                                                                  | |
| Članovi 2024./25.                                                                | Arsenal • Aston Villa • Bournemouth • Brentford • Brighton & Hove Albion • Chelsea • Crystal Palace • Everton • Fulham • Ipswich Town • Leicester City • Liverpool • Manchester City • Manchester United • Newcastle United • Nottingham Forest • Southampton • Tottenham Hotspur • West Ham United • Wolverhampton Wanderers |
|                                                                                  | |
| Bivše momčadi (1992. – 2024.)                                                    | Barnsley • Birmingham City • Blackburn Rovers • Blackpool • Bolton Wanderers • Bradford City • Burnley • Cardiff City • Charlton Athletic • Coventry City • Derby County • Fulham • Huddersfield Town • Hull City • Leeds United • Luton Town • Middlesbrough • Norwich City • Oldham Athletic • Portsmouth • Queens Park Rangers • Reading • Sheffield Wednesday • Sheffield United • Stoke City • Sunderland • Swansea City • Swindon Town • Watford • West Bromwich Albion • Wigan Athletic • Wimbledon |
|                                                                                  | |
| Bivše momčadi Football Leaguea (1888. – 1892.) i First Divisiona (1892. – 1992.) | Accrington • Bradford Park Avenue • Bristol City • Bury • Carlisle United • Darwen • Glossop North End • Grimsby Town • Leyton Orient • Millwall • Northampton Town • Notts County • Oxford United • Preston North End |

| Momčadi FA Premier lige                                                          | Momčadi FA Premier lige |
| -------------------------------------------------------------------------------- | --- |
|                                                                                  | |
| Članovi 2024./25.                                                                | Arsenal • Aston Villa • Bournemouth • Brentford • Brighton & Hove Albion • Chelsea • Crystal Palace • Everton • Fulham • Ipswich Town • Leicester City • Liverpool • Manchester City • Manchester United • Newcastle United • Nottingham Forest • Southampton • Tottenham Hotspur • West Ham United • Wolverhampton Wanderers |
|                                                                                  | |
| Bivše momčadi (1992. – 2024.)                                                    | Barnsley • Birmingham City • Blackburn Rovers • Blackpool • Bolton Wanderers • Bradford City • Burnley • Cardiff City • Charlton Athletic • Coventry City • Derby County • Fulham • Huddersfield Town • Hull City • Leeds United • Luton Town • Middlesbrough • Norwich City • Oldham Athletic • Portsmouth • Queens Park Rangers • Reading • Sheffield Wednesday • Sheffield United • Stoke City • Sunderland • Swansea City • Swindon Town • Watford • West Bromwich Albion • Wigan Athletic • Wimbledon |
|                                                                                  | |
| Bivše momčadi Football Leaguea (1888. – 1892.) i First Divisiona (1892. – 1992.) | Accrington • Bradford Park Avenue • Bristol City • Bury • Carlisle United • Darwen • Glossop North End • Grimsby Town • Leyton Orient • Millwall • Northampton Town • Notts County • Oxford United • Preston North End |

| Članovi osnivači Europskog udruženja klubova | Članovi osnivači Europskog udruženja klubova |
| --- | -------------------------------------------- |
| |                                              |
| Ajax • Anderlecht • Barcelona • Bayern München • Birkirkara • Chelsea • Dinamo Zagreb • Glasgow Rangers • Juventus • Lyon • København • Manchester United • Milan • Olympiakos • Porto • Real Madrid • Valencia |                                              |

| Članovi osnivači Europskog udruženja klubova | Članovi osnivači Europskog udruženja klubova |
| --- | -------------------------------------------- |
| |                                              |
| Ajax • Anderlecht • Barcelona • Bayern München • Birkirkara • Chelsea • Dinamo Zagreb • Glasgow Rangers • Juventus • Lyon • København • Manchester United • Milan • Olympiakos • Porto • Real Madrid • Valencia |                                              |